# Acioa edulis
Acioa edulis (Syn. Couepia edulis), auch Castanha-de-cu(o)tia oder Cutianuss genannt, ist eine im nördlichen brasilianischen Amazonas heimische Pflanzenart.
Sie ist ähnlich wie Acioa longipendula, die Pendula- oder Eiernuss.

## Beschreibung
Acioa edulis wächst als Baum bis etwa 25 Meter hoch. Der Stammdurchmesser erreicht etwa 50 Zentimeter. An größeren Exemplaren können kleinere Brettwurzeln vorkommen. Die braune Borke ist rau.
Die einfachen und gestielten Laubblätter sind wechselständig. Sie sind ledrig, kahl, eiförmig bis elliptisch, bespitzt und ganzrandig. Unterseits können Drüsen vorkommen. Die kleinen Nebenblätter sind abfallend.
Es werden kleinere, reich verzweigte und kahle Rispen gebildet. Die zwittrigen und fünfzähligen Blüten mit doppelter Blütenhülle sind weiß. Der konische und innen behaarte Blütenbecher ist innen mit einem Diskus ausgekleidet. Die kleinen und bewimperten, innen feinhaarigen Kelchblätter sind ungleich, sie besitzen außen zwei Drüsen. Die bewimperten Petalen sind abfallend. Es sind bis zu 20 Staubblätter und ein paar Staminodien auf einem „staminalen Ring“ ausgebildet. Der einkammerige Fruchtknoten ist seitlich am oberen Rand des Blütenbechers angeordnet. Der seitliche, pfriemliche Griffel, mit geschwollener und behaarter Basis, ist grundständig.
Die holzig-faserigen, warzig-schorfigen, dickschaligen und ellipsoiden bis eiförmigen Früchte (Steinfrüchte) sind bis 5–8 Zentimeter lang und haben einen Durchmesser von 3–5,5 Zentimeter. Der rippig-furchige Steinkern ist zwischen 4 und 5 Zentimeter lang und 2 bis 3 Zentimeter breit.

## Verwendung
Der Samenkern sind roh oder geröstet essbar, der Geschmack ist ähnlich wie bei jenen von Acioa longipendula. Das Öl der gepressten Samen kann zur Seifenherstellung oder zum Kochen verwendet werden.
Die Kerne enthalten 73–74 % Öl, 9–17 % Protein, 2,6–3,6 % Wasser und 2,7 % Stickstoff.